# 新谷薰
新谷薰（1951年4月26日—），日本漫画家。新谷的代表作是他的戰區88系列漫画。除了他非常在行的飛行員漫畫，新谷也涉足科幻，奇幻和喜劇漫畫。1985年，他的漫画戰區88和Futari Daka被授予小学馆漫画赏。

## 簡歷
新谷在1972年被提名Ribon漫畫獎的年度最佳新人獎，作為一個少女漫畫家開始他的職業生涯。在為松本零士作了一段時間助手後，新谷開始在各種漫畫雜誌上刊登航空漫畫。
在作為松本零士的助手時，新谷的職責之一是組裝塑料模型為繪製的參考。松本常說他是以新谷為原型創造了Yattaran（《宇宙海賊哈洛克》中哈洛克的大副，通常被描繪為一討喜的人，但是當對戰鬥變得迫在眉睫時他都會在船長的身邊。）一角。
新谷薰的作品畫風明顯受松本零士、手塚治虫等大師影響。

## 作品

### 漫畫
- 戰區88(1979-1986)
- Futari Daka（英语：Futari Daka）(1981-1985)
- Balancer（英语：Balancer）(1985–1986)
- 妙龄女大亨（英语：Cleopatra DC）(1986-1991)
- I Dream of Mimi（英语：I Dream of Mimi）(1993-1997)
- 空中雙響炮(1978-1984)
- 年輕的福爾摩斯小姐（英语：Young Miss Holmes）(2006-2011)
- CPU辣妹

## 家庭
新谷薰的妻子是漫畫家佐伯佳代乃。

## 外部連結
- 新谷薰官方網站「八十八夜」 （页面存档备份，存于）(日語)
- 新谷薰官方網站 （页面存档备份，存于） (日語)
- talk! talk! talk!漫畫家新谷薰先生 對新谷薰的採訪(日語)